# Yūji Yokoyama
Yūji Yokoyama (jap. 横山 雄次, Yokoyama Yūji; * 6. Juli 1969 in der Präfektur Saitama) ist ein ehemaliger japanischer Fußballspieler und -trainer.

## Karriere
Yokoyama erlernte das Fußballspielen in der Schulmannschaft der Bunan High School und der Universitätsmannschaft der Chūō-Universität. Seinen ersten Vertrag unterschrieb er 1992 bei Hitachi (heute: Kashiwa Reysol). Der Verein spielte in der zweithöchsten Liga des Landes, der Japan Football League. 1994 wurde er mit dem Verein Vizemeister der Japan Football League und stieg in die J1 League auf. Für den Verein absolvierte er 53 Erstligaspiele. 1998 wechselte er zum Ligakonkurrenten Avispa Fukuoka. Für den Verein absolvierte er 18 Erstligaspiele. 1999 wechselte er zum Zweitligisten Omiya Ardija. Für den Verein absolvierte er 34 Spiele. Ende 200 beendete er seine Karriere als Fußballspieler.